# NGC 250
NGC 250 (ook wel PGC 2765, UGC 487, MCG 1-3-2, ZWG 410.5 of IRAS00446+0738) is een lensvormig sterrenstelsel in het sterrenbeeld Vissen. NGC 250 staat op ongeveer 215 miljoen lichtjaar van de Aarde.
NGC 250 werd op 10 november 1885 ontdekt door de Amerikaanse astronoom Lewis A. Swift.